# Dunny
Dunny ou dunny can est de l'argot australien pour désigner les toilettes, qu'il s'agisse d'une pièce ou d'une installation spécifique, surtout une dépendance extérieure, ou d'autres toilettes en plein air. On utilise souvent ce terme pour établir une distinction entre les toilettes que l'on peut rincer et les autres (et qui n'ont qu'un simple trou ou un récipient). Le mot a été utilisé pour la première fois par écrit en 1952, mais on pense que c'est une abréviation de “dunnakin » beaucoup plus ancien (et aussi orthographié « dunnigin » et « dunegan ») qui désignait les « lieux secrets ».
L'anglais familier en Australie ne fait aucune distinction entre le type de toilettes ; tous les types « commodités » étant considérés communément comme des dunnies. Dans la brousse le dunny peut être une partie d'un enclos convenablement à l'abri ou en fait n'importe quel endroit où on peut se soulager.
Traditionnellement on trouvait des dunnies dans tous les endroits ne comportant pas d'évacuation des eaux usées et ils ne comprenaient pas plus qu'un récipient (qu'on appelle en français tinette) ou un trou profond (c'est-à-dire une fosse d'aisance). On plaçait les dunnies à une certaine distance des maisons pour des raisons évidentes d'odeur et d'hygiène. Les baraques elles-mêmes étaient généralement faites de bois ou de tôle ondulée, ce qui rendait plus facile le déplacement du dunny s'il le fallait (quand par exemple la fosse d'aisance était trop pleine).
Vers le milieu du XXe siècle, les dunnies sont devenus beaucoup moins fréquents du fait que la plomberie moderne rendait moins nécessaire d'installer les toilettes à distance de la maison. Malgré tout quelques grandes villes, comme Brisbane, avaient des banlieues sans évacuation sanitaire où les logements avaient encore besoin de dunnies au début des années 1970.
Dans les zones construites l'hygiène interdisait de recourir aux fosses d'aisance et la solution ordinaire était de recueillir les excréments dans un récipient placé sous le dunny. Ces tinettes étaient chaque semaine collectées, vidées, nettoyées et remplacées par des entrepreneurs parfois au service de la municipalité.
Actuellement beaucoup de dunnies restent en service dans de vieilles maisons, mais ils ont été réaménagés avec plomberie moderne et chasse d'eau. On les utilise également dans les zones trop éloignées pour justifier les frais de pompage des eaux et des tuyaux d'assainissement, mais où il existe un besoin de toilettes, comme sur les terrains de camping éloignés ou le long des sentiers de randonnée. Les fermiers et les propriétaires de stations construisent quelquefois dunnies eux aussi dans des parcelles éloignées mais où on se rend assez souvent.